# Lucas Faidherbe

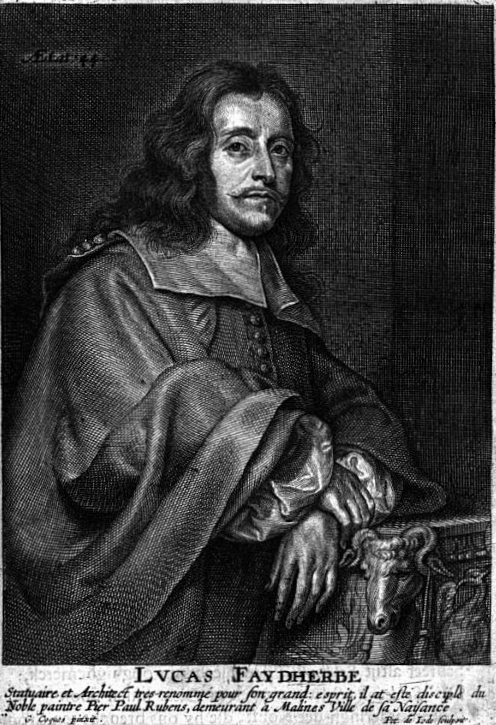
Lucas Faidherbe.

Lucas Faidherbe, född 1617, död 1697, var en flamländsk arkitekt och skulptör.
Lucas Faidherbes verksamhet som arkitekt är ej klarlagd, men som ett säkert dokumenterat verk anses kyrkan Notre Dame d'Hanswyck i Mecheln. Som skulptör var han starkt påverkad av Rubens, såsom man bland annat finner i hans elfenbensreliefer. Nationalmuseum har en relief, Dansande barn som tillskrivs Faidherbe.